# Obere Hauptstraße
Die Obere Hauptstraße ist ein rund 450 m langer Straßenzug und bildet zusammen mit der anschließenden Unteren Hauptstraße die zentrale Achse der Freisinger Altstadt.

## Beschreibung
Die Obere Hauptstraße beginnt am Marienplatz. Auf den ersten 150 m vom Rathaus bis zur Kreuzung mit der Bahnhofstraße ist die Obere Hauptstraße vergleichsweise schmal. Durch die Straße floss der Nierenbach, der von der Stadtmoosach abzweigte. Der Bach wurde 1817–1819 erst überwölbt und schließlich beim Bau der Kanalisation um 1908 trockengelegt. Der Bereich der Kreuzung mit der Bahnhofsstraße wird auch als Schiedereck bezeichnet. Der Name geht auf das Hutgeschäft Schieder zurück, das sich dort befand.
Der mittlere Teil der Oberen Hauptstraße hat mit einer Breite von etwa 30 m am Schiedereck platzähnlichen Charakter. In Richtung Westen wird die Straße zunehmend schmaler. Im östlichen Bereich stand zwischen Stadtmoosach und Nierenbach eine Häuserreihe, die in den 1830er-Jahren abgerissen wurde, um mehr Platz zu schaffen. 1880 wurde die bis dahin offen durch die Straße fließende Stadtmoosach bis zur Hirtlederergasse überwölbt. Im restlichen Teil bis zur Bahnhofsstraße geschah dies 1893. 1905 wurde hier das Kriegerdenkmal errichtet.
1963 wurde die Obere Hauptstraße umgebaut, um dem motorisierten Individualverkehr mehr Platz zu verschaffen. In der Mitte des Platzes um das Kriegerdenkmal herum wurden Parkplätze angelegt, und für Fußgänger blieben nur noch schmale Gehsteige. Im Rahmen einer Umgestaltung der Innenstadt von 1983 bis 1986 wurden diese Umbauten wieder rückgängig gemacht. Den Fußgängern wurde wieder deutlich mehr Platz eingeräumt, eine Öffnung der Moosach wurde vom Stadtrat aber abgelehnt. Die Straße blieb nach wie vor für den Individualverkehr zugänglich und streckenweise von Parkplätzen gesäumt. Diese Umbaumaßnahmen wurden schon zur damaligen Zeit  teilweise als unzureichend und halbherzig angesehen. Eine noch umfangreichere Umgestaltung scheiterte aber im Stadtrat und am Widerstand der Geschäftsleute.
Ab der Zinnernen Kanne ist die Straße wieder schmäler. Der Name geht auf das ehemalige Kaufhaus Zinnerne Kanne (Obere Hauptstraße 59) zurück. In diesem Bereich befand sich kurz vor der heutigen Karlwirtkreuzung das Veitstor der Stadtbefestigung Freising. Das Stadttor wurde 1875 abgerissen.
Während des Dritten Reichs wurde die Straße in Adolf-Hitler-Straße umbenannt. Nach der Befreiung durch die amerikanischen Truppen wurde daraus für einige Monate die Captain-Snow-Straße, nach dem Stadtkommandanten Captain Albert G. Snow.

## Neugestaltung ab 2020
Im Rahmen der Neugestaltung der Freisinger Innenstadt wird auch die Obere Hauptstraße erneuert. Aus dem Architektenwettbewerb ging 2013 das Büro ST raum a. aus Berlin hervor. Die Freisinger CSU initiierte einen Bürgerentscheid zur Moosachöffnung. Dieser fand am 25. Mai 2014 statt und bestätigte die Planungen mit einer Mehrheit von 74 %.
Bei der Neugestaltung wurde der Teil der Oberen Hauptstraße zwischen Schiedereck und Karlwirtkreuzung bis Ende 2022 niveaugleich ausgebaut. Einige Restarbeiten und der Abschnitt bis zum Marienplatz sollen 2023 folgen. Das kanalisierte Flussbett der Moosach wurde auf ganzer Länge neu gebaut. In vier Teilstücken mit einer Gesamtlänge von 85 m wurde der Fluss offengelegt. Von der Südseite her führen in diesen Bereichen mit Holz verkleidete Treppen und Sitzstufen zum Wasser hinunter. Das Kriegerdenkmal wurde nach seiner Restaurierung um einige Meter versetzt wieder aufgebaut. Auf den Stufen zur Stadtmoosach gegenüber des Furtnerbräus sitzt eine Bronzestatue des in Freising geborenen Schauspielers Karl Obermayr. Das von der Künstlerin Ioana Luca gestaltete Denkmal wurde am 12. Oktober 2024 enthüllt.

## Bildergalerie

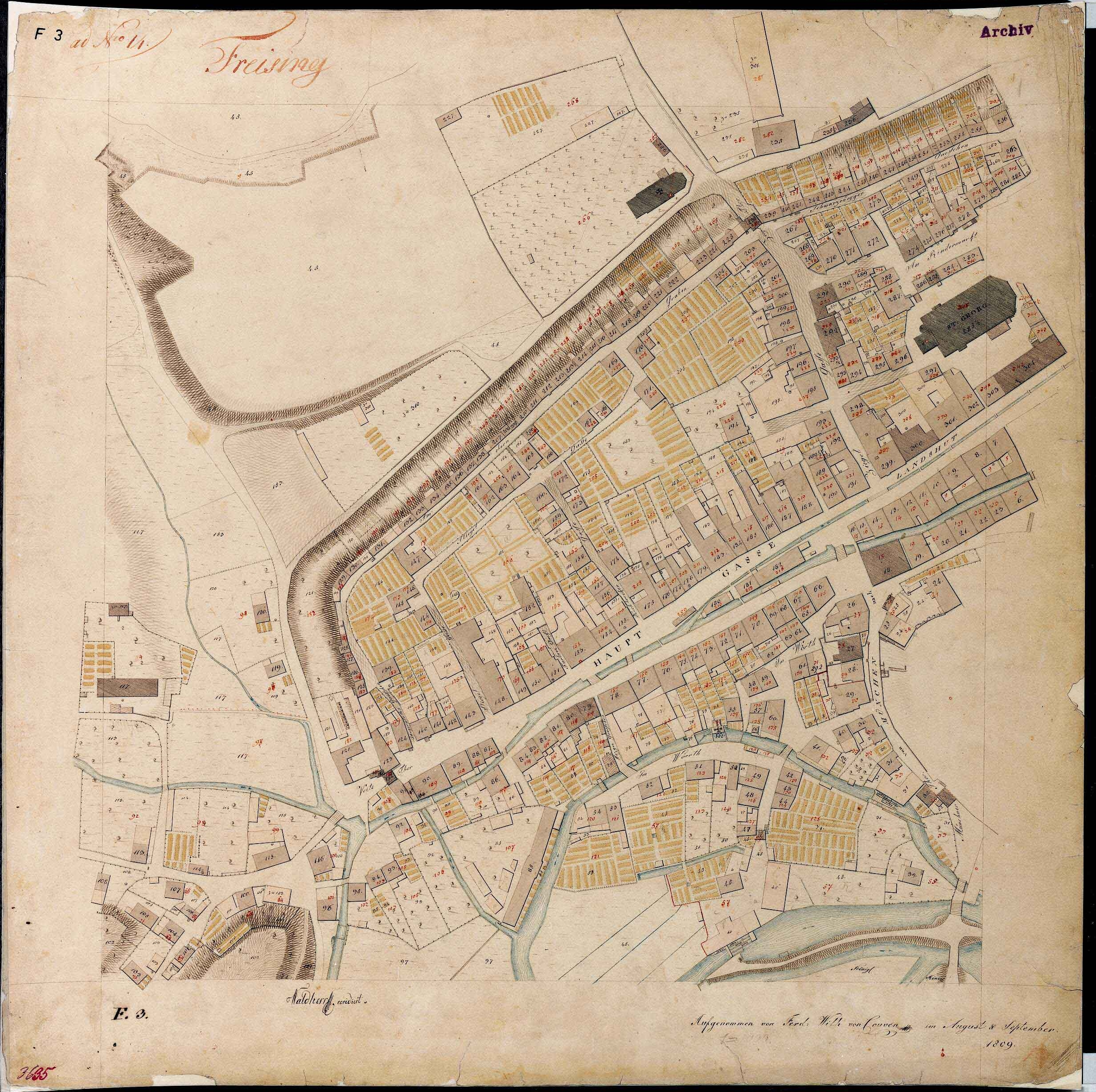
Karte des westlichen Teils der Altstadt von 1809. Die Häuserreihe in der Mitte der Hauptstraße steht noch und neben der Moosach fließt auch noch der Nierenbach durch die Obere Hauptstraße.
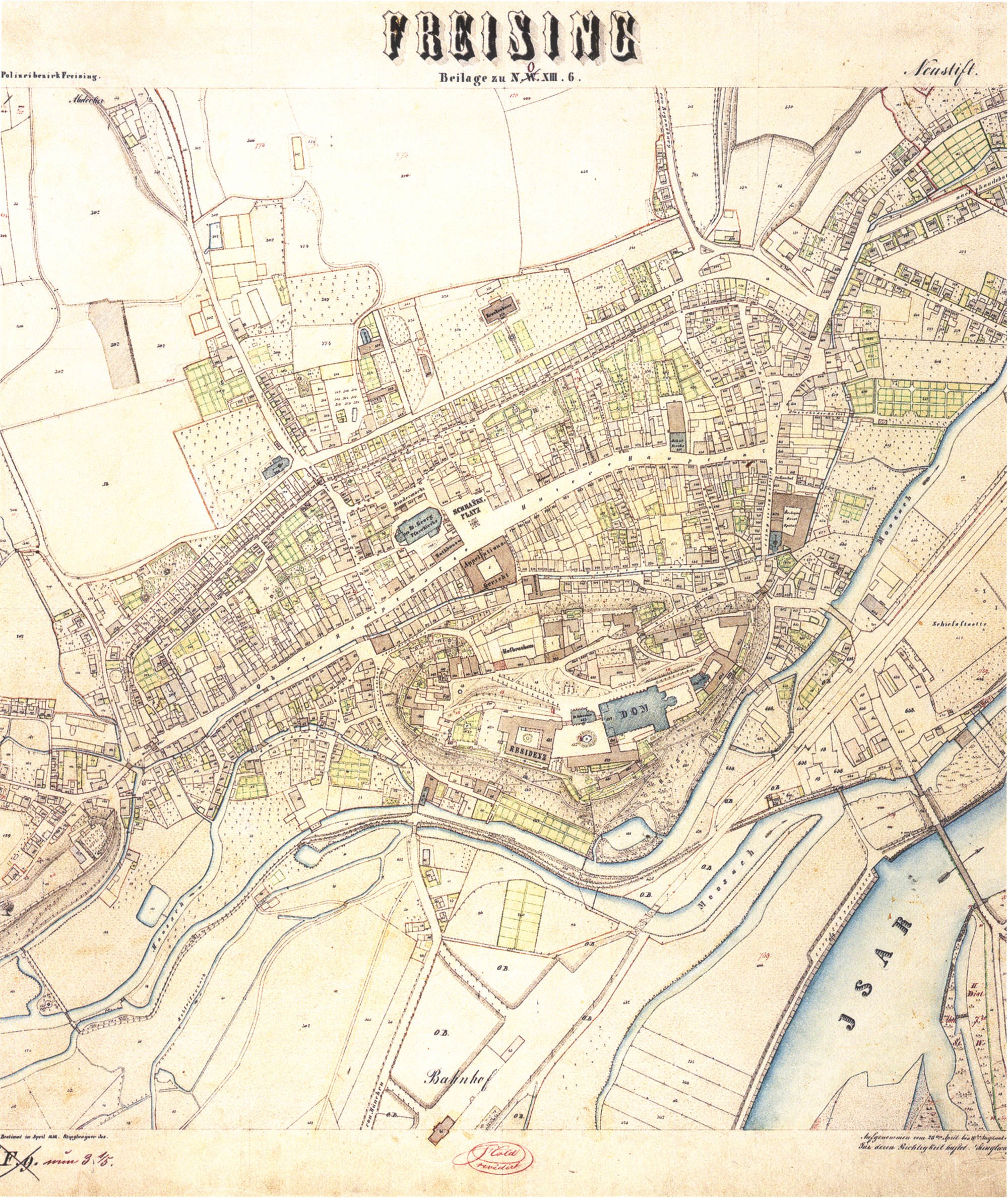
Karte von 1858. Die Häuserreihe in der Mitte der Straße ist abgerissen und der Nierenbach fließt nicht mehr offen durch die Obere Hauptstraße.
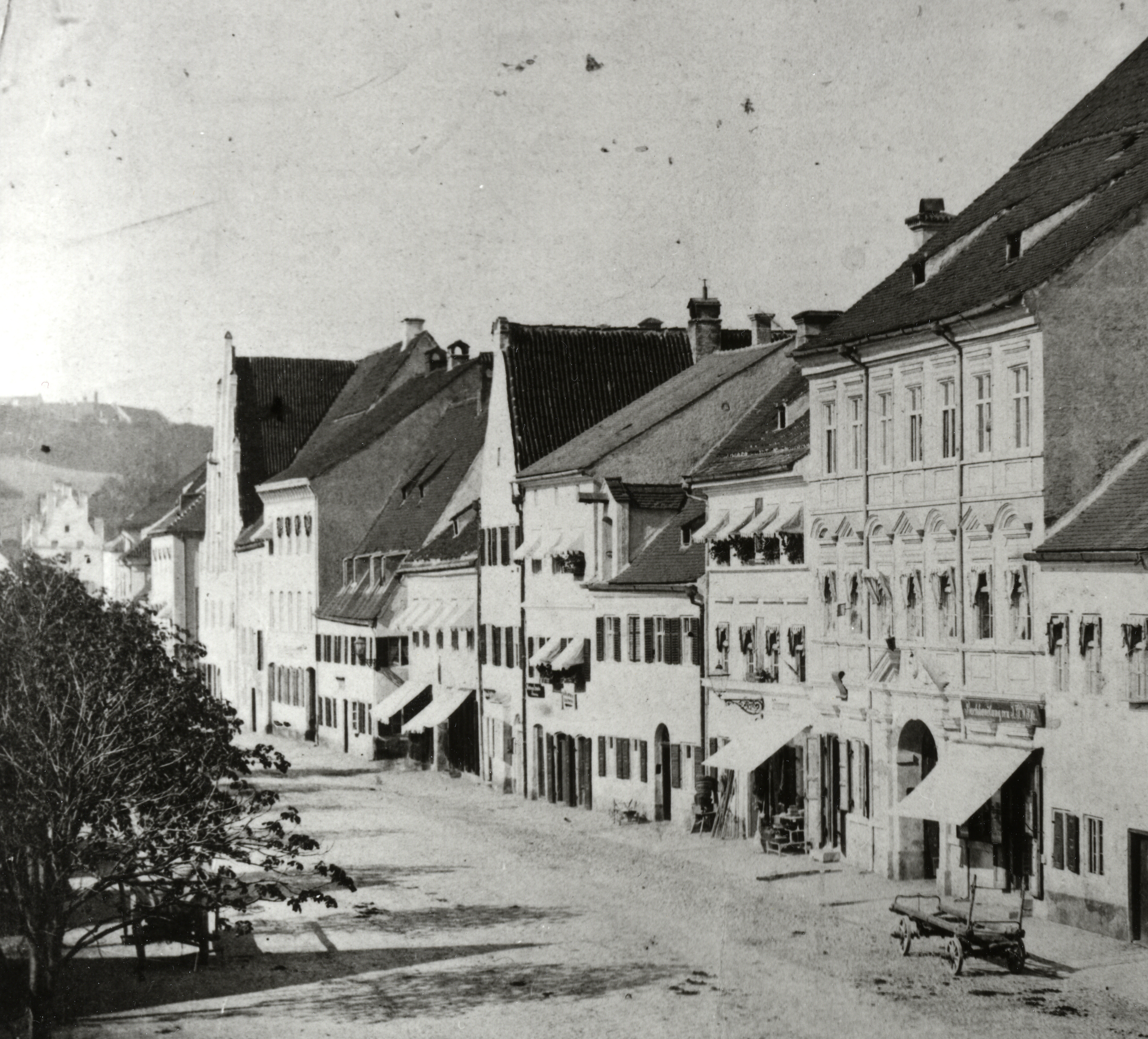
Obere Hauptstraße um 1870. Neben der Moosach wurden Bäume gepflanzt und am westlichen Ende ist das Veitstor zu sehen.
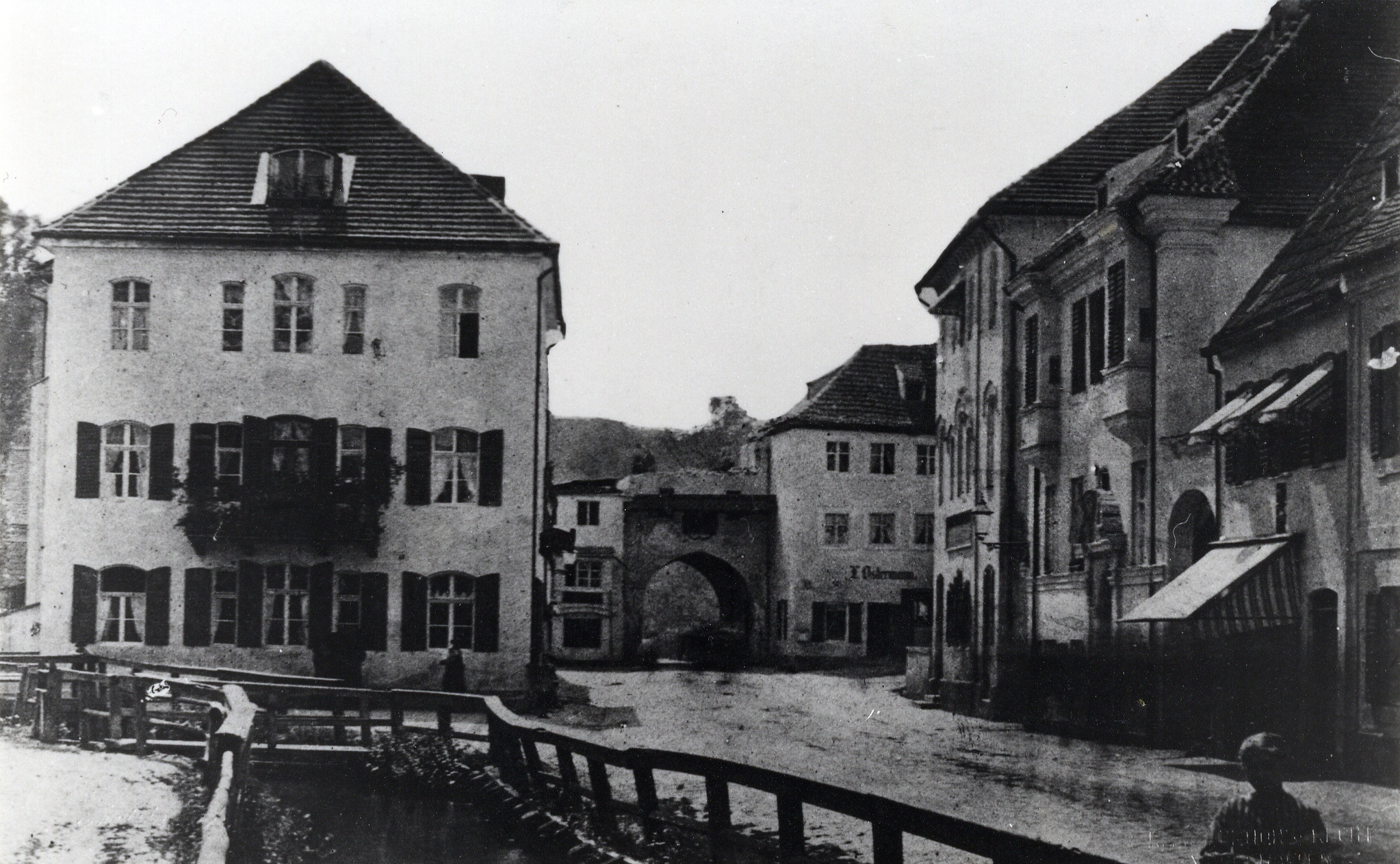
Veitstor von innen während des Abbruchs 1875. Die Moosach fließt noch offen durch die Straße.
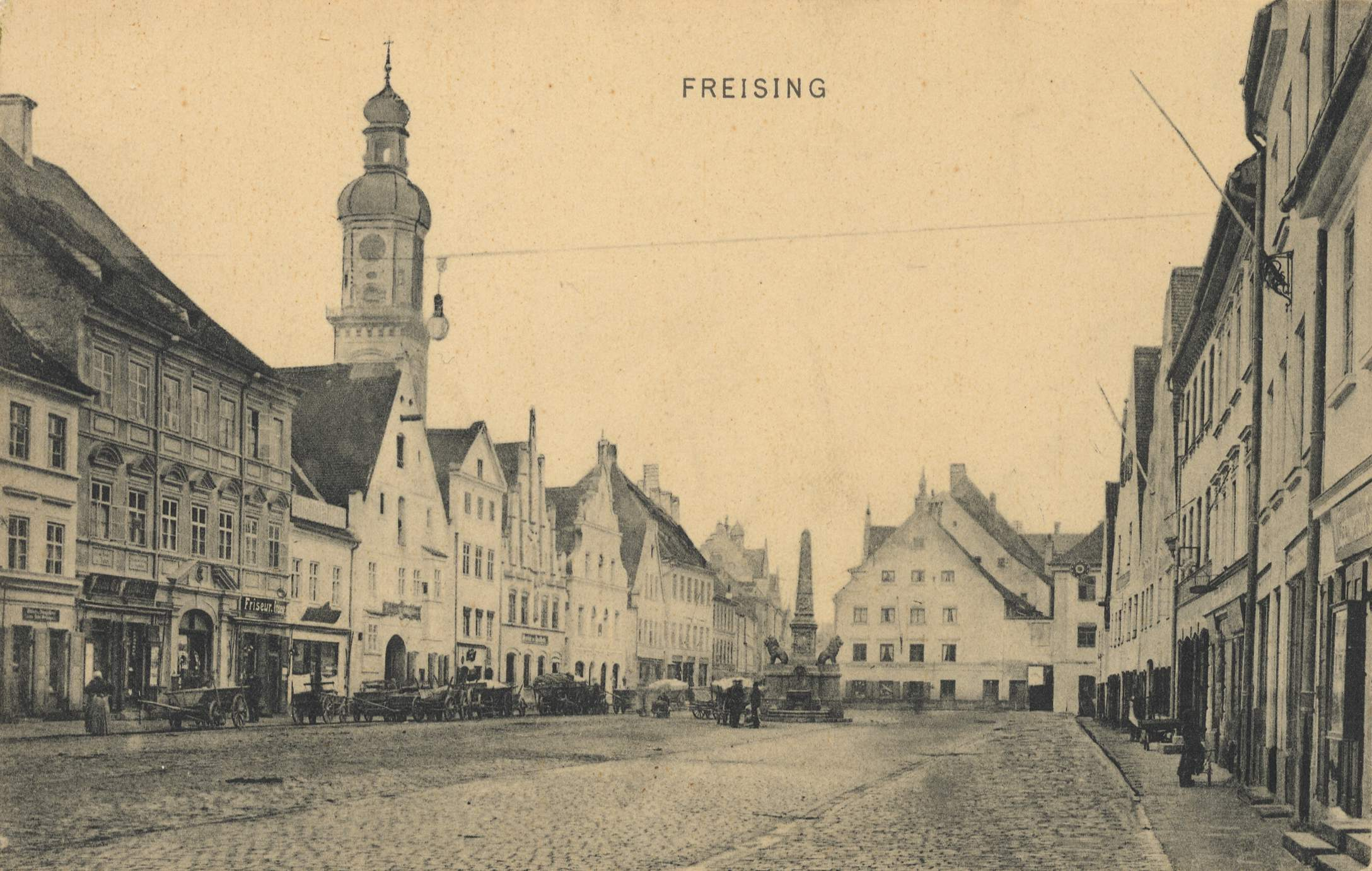
Einige Jahre nach 1900 mit dem Kriegerdenkmal von 1905. Die Moosach ist nun überbaut.
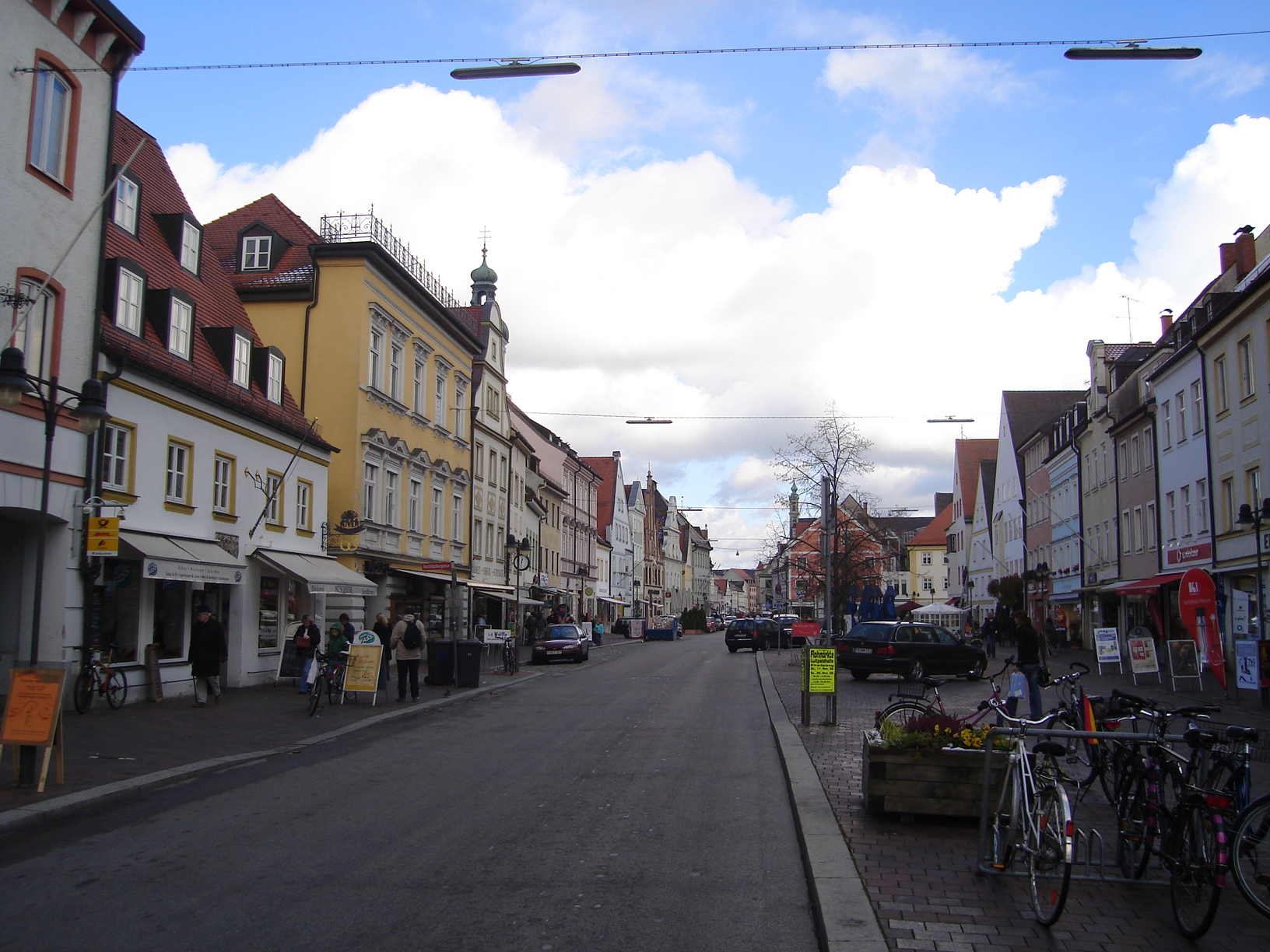
Obere Hauptstraße (2017) vor dem Umbau
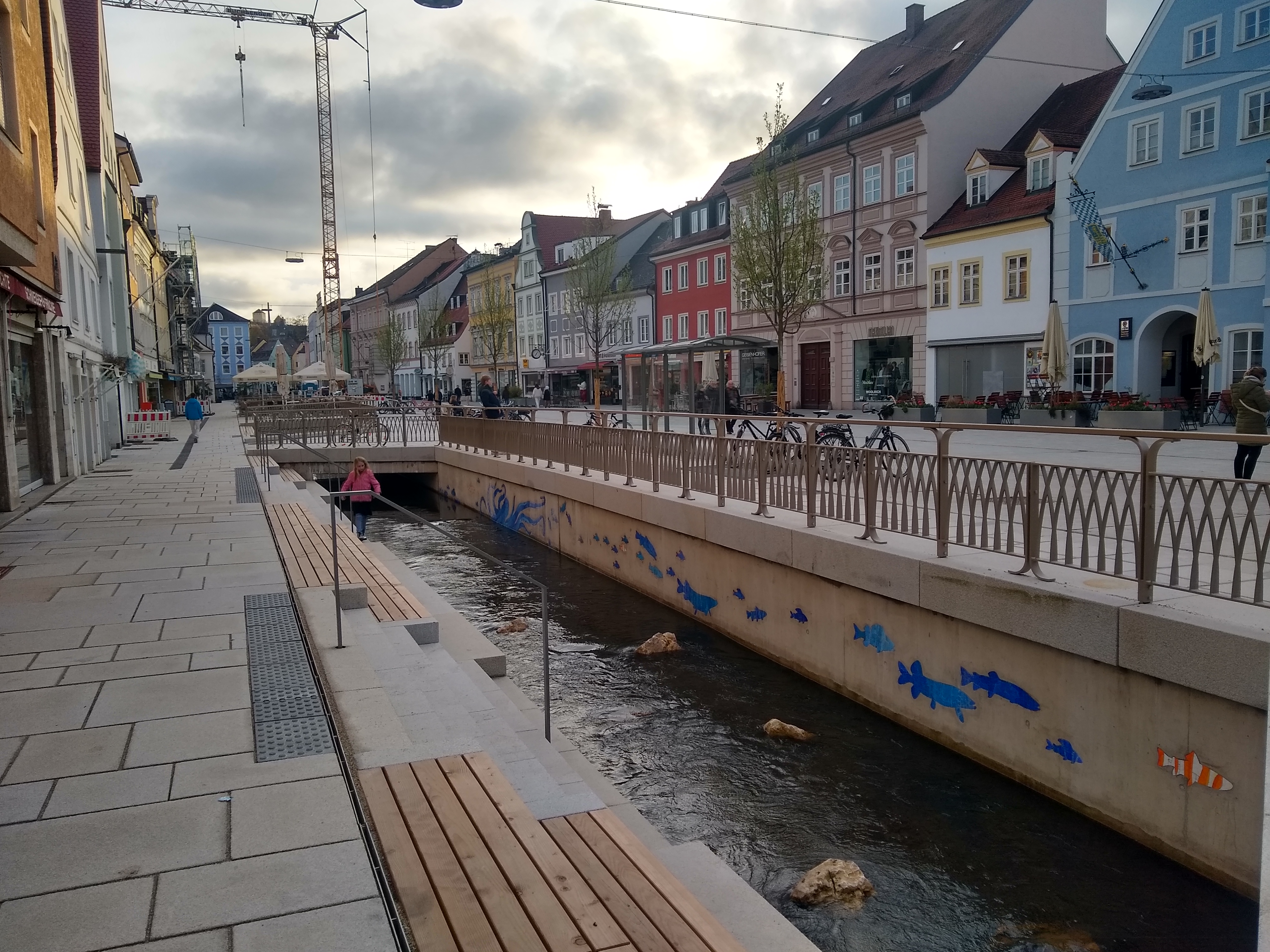
Offene Moosach
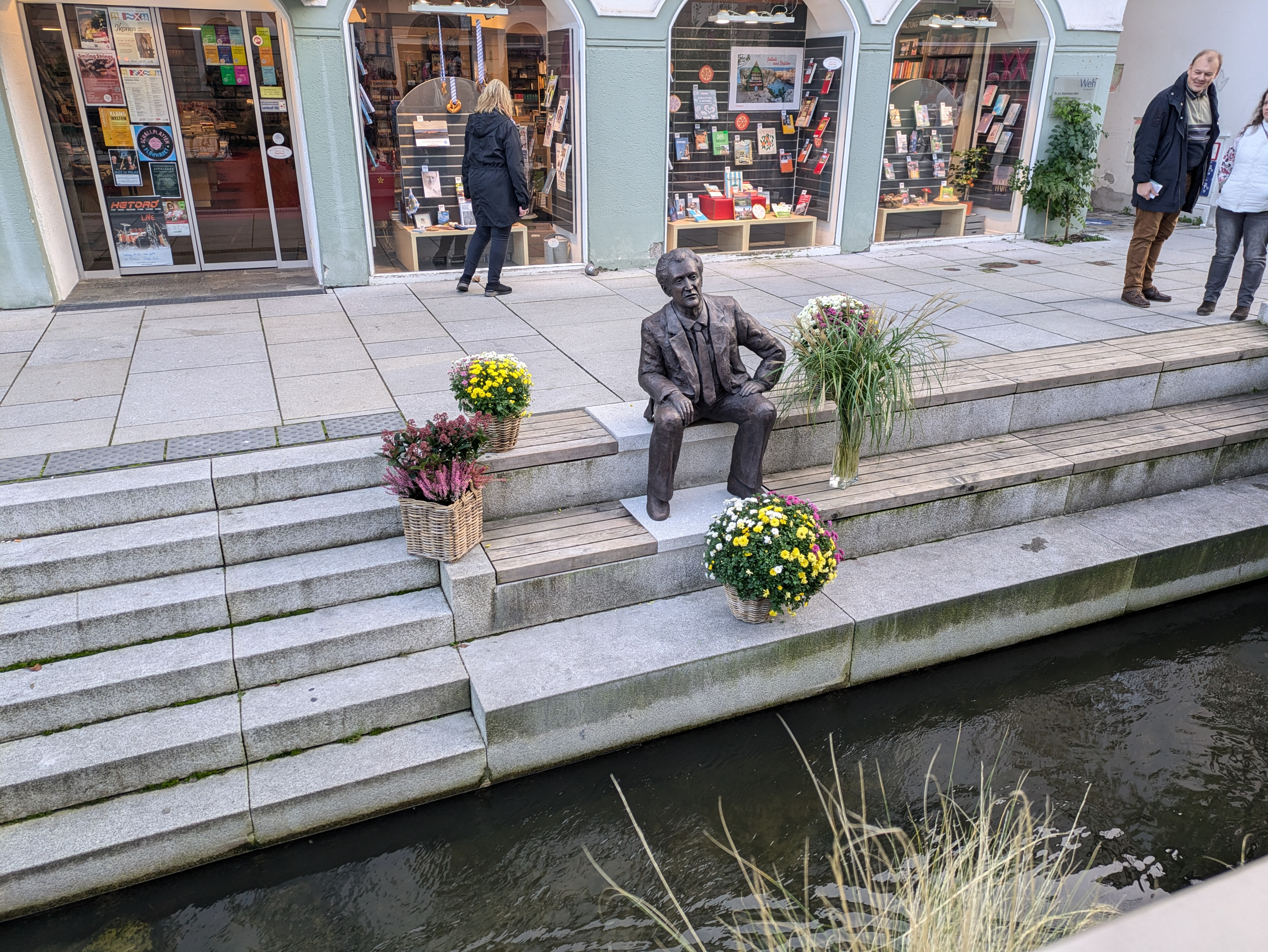
Denkmal für Karl Obermayr